# Сухоград
Сухоград (словац. Suchohrad) — село, громада округу Малацки, Братиславський край, південно-західна Словаччина, регіон Загоріє. Кадастрова площа громади — 15,41 км².
Населення 649 осіб (станом на 31 грудня 2017 року).

## Історія
Сухоград згадується в 1511 році.

## Географія
Протікає  Зогорський канал.

## Населення
| Рік:            | 1994. | 2004.   | 2014.    | 2024.   |
| --------------- | ----- | ------- | -------- | ------- |
| Кількість осіб: | 540   | 573     | 647      | 683     |
| Різниця:        |       | +6,11 % | +12,91 % | +5,56 % |

| Рік:            | 2023. | 2024.   |
| --------------- | ----- | ------- |
| Кількість осіб: | 691   | 683     |
| Різниця:        |       | -1,15 % |